# Trou de Bozouls
Pour les articles homonymes, voir Trou.
Le Trou de Bozouls est une gorge en forme de fer à cheval, parcourue par la rivière Dourdou et située sur le territoire de la commune de Bozouls, dans le département français de l'Aveyron. Le bourg occupe les deux rives du méandre.

## Géologie
Ce méandre encaissé a été creusé par l'action érosive des eaux courantes du Dourdou dans les calcaires secondaires du Lias du Causse Comtal. Il s'agit d'un canyon et d'une reculée karstique  (échancrure s’enfonçant dans le massif calcaire, en recul par rapport à la ligne de la falaise et soumise à l’érosion chimique de l’eau). Le "cirque" fait près de 400 m de diamètre et près de 100 m de profondeur,.

## Histoire
Vers le IXe siècle, un premier village, et son château qui a appartenu au comtes de Rodez, ont été érigés sur l'éperon rocheux au centre du méandre, accessible par le sud.
Les siècles suivants, des maisons furent construites vers la rive droite du Dourdou, à proximité de deux tours, puis en haut et bordure de la falaise constituant le canyon. La forteresse a disparu, mais on appelle toujours "le château", le  site du vieux village subsistant au centre du méandre, avec son église romane Sainte-Fauste du XIIe siècle.

## Environnement
Le canyon de Bozouls a été autrefois inscrit parmi les sept merveilles du Rouergue.
Le site est protégé en tant qu'espace naturel sensible.
La commune a obtenu, en 2018, 2 fleurs du label Villes et villages fleuris.

## Activités
Le funambule Henry's en a fait le théâtre de certains de ses exploits, en 1980, durant l'été 1982, puis en 1995.
Depuis 2010, le Comité des Jeunes de Bozouls organise la Festa del Traouc, un festival de musiques actuelles au sommet du site géologique.

## Galerie

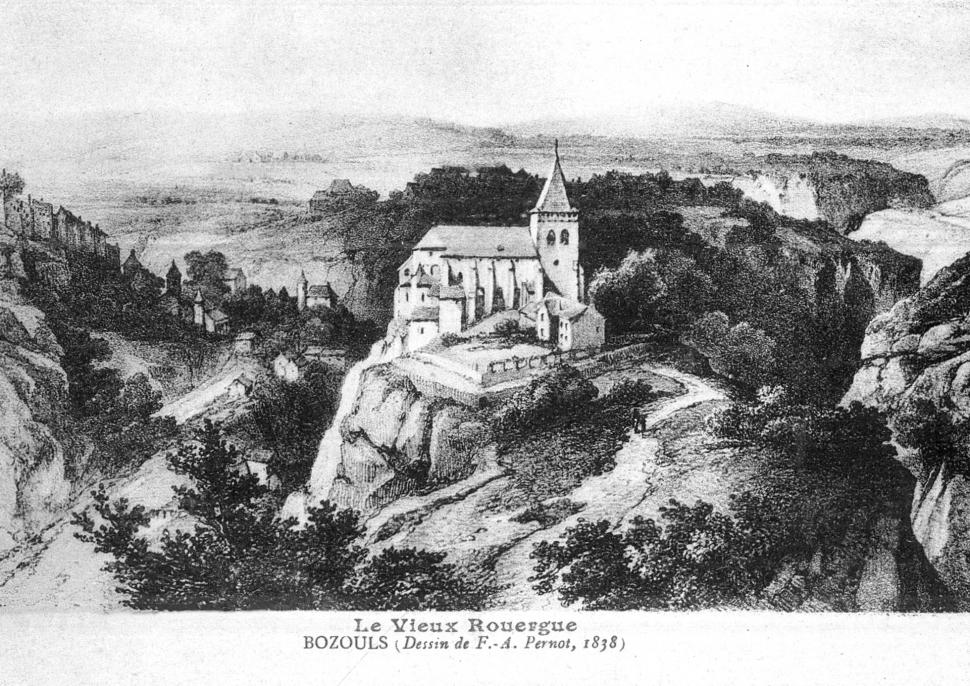
Église Sainte-Fauste et village avec ses tours médiévales (en 1838) par F. A. Pernot.
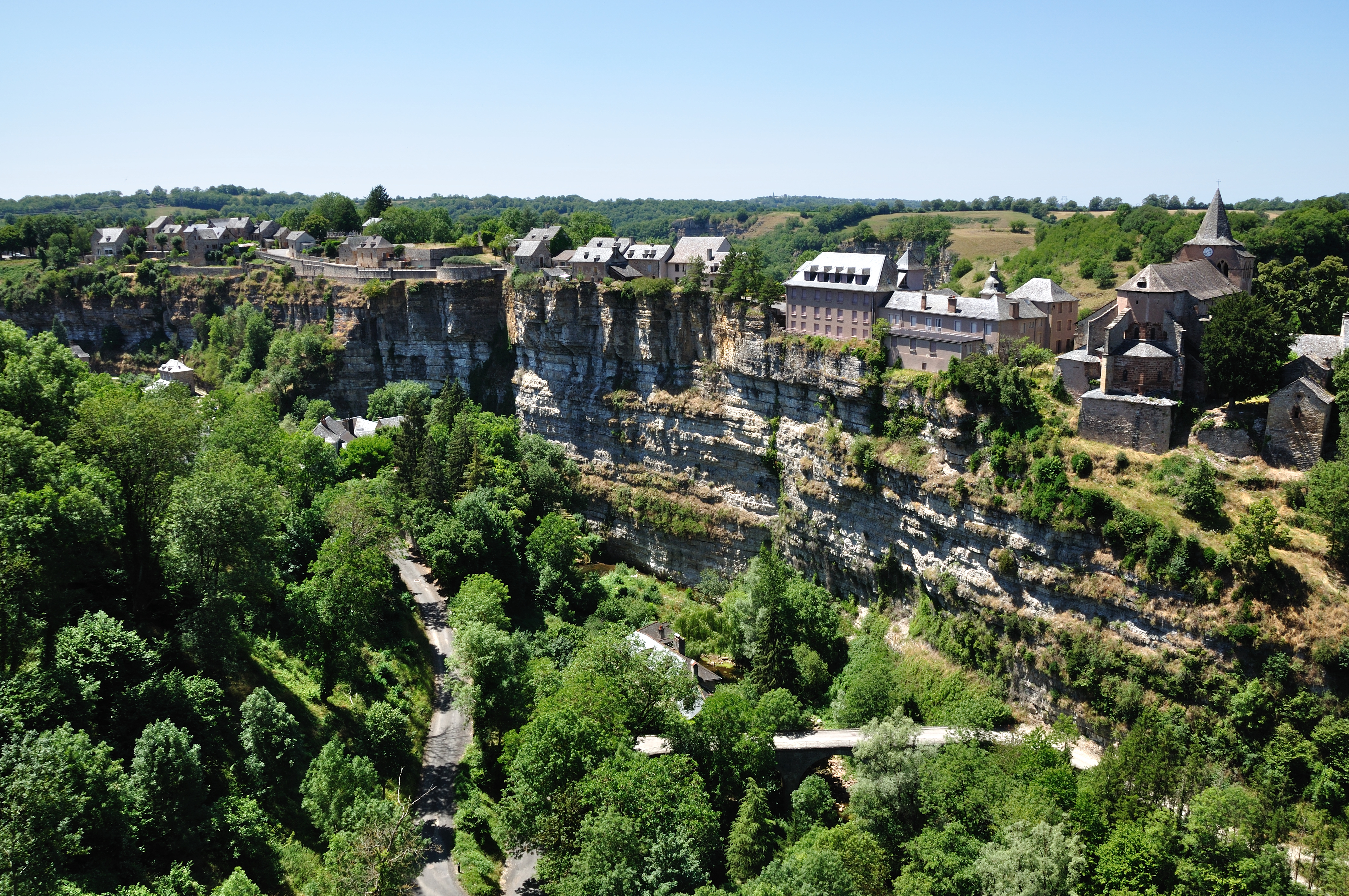
Les falaises escarpées du trou de Bozouls, sur lesquelles se dresse le village.
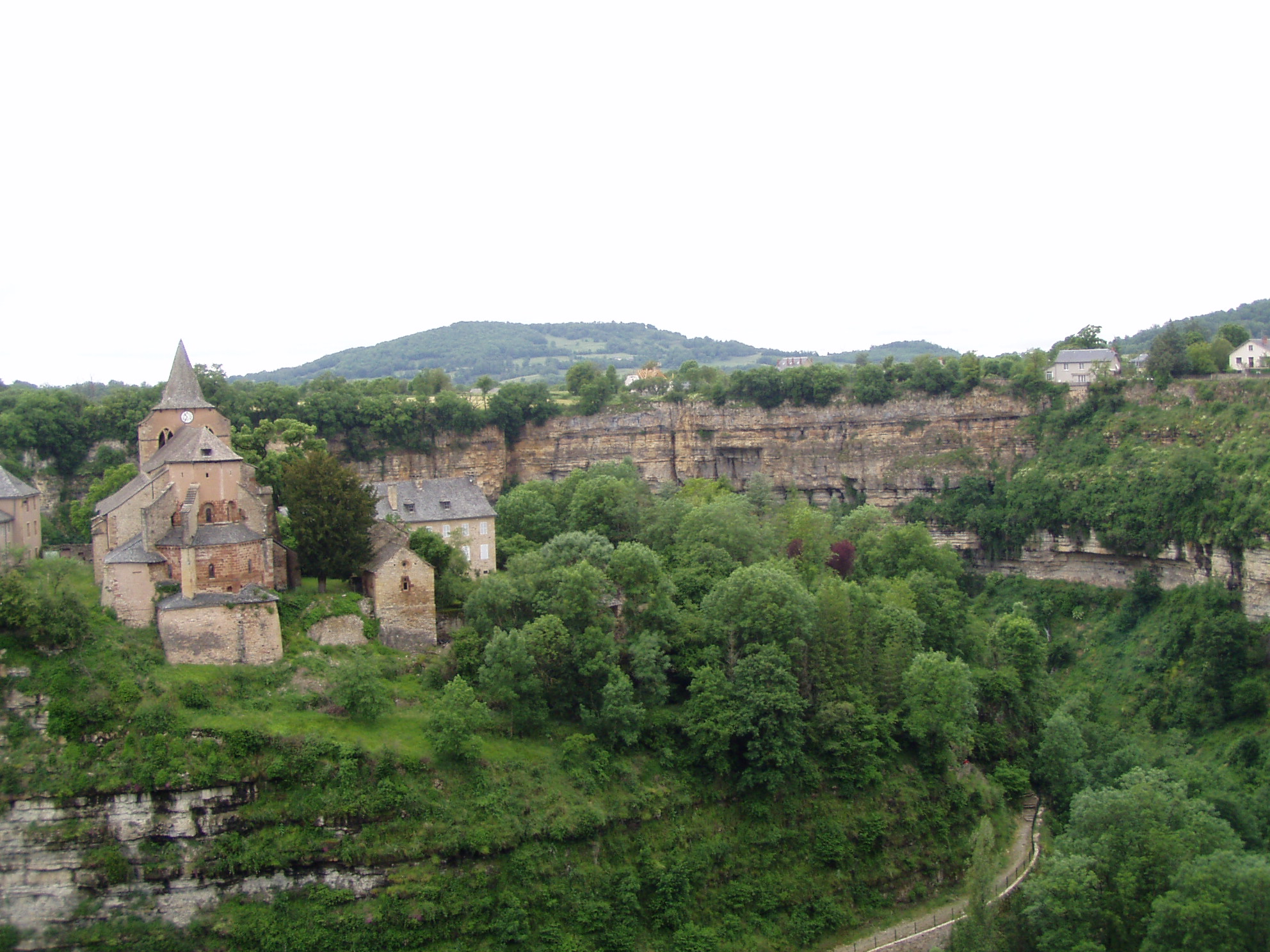
L'église Sainte-Fauste, érigée sur un promontoire au-dessus du trou de Bozouls.
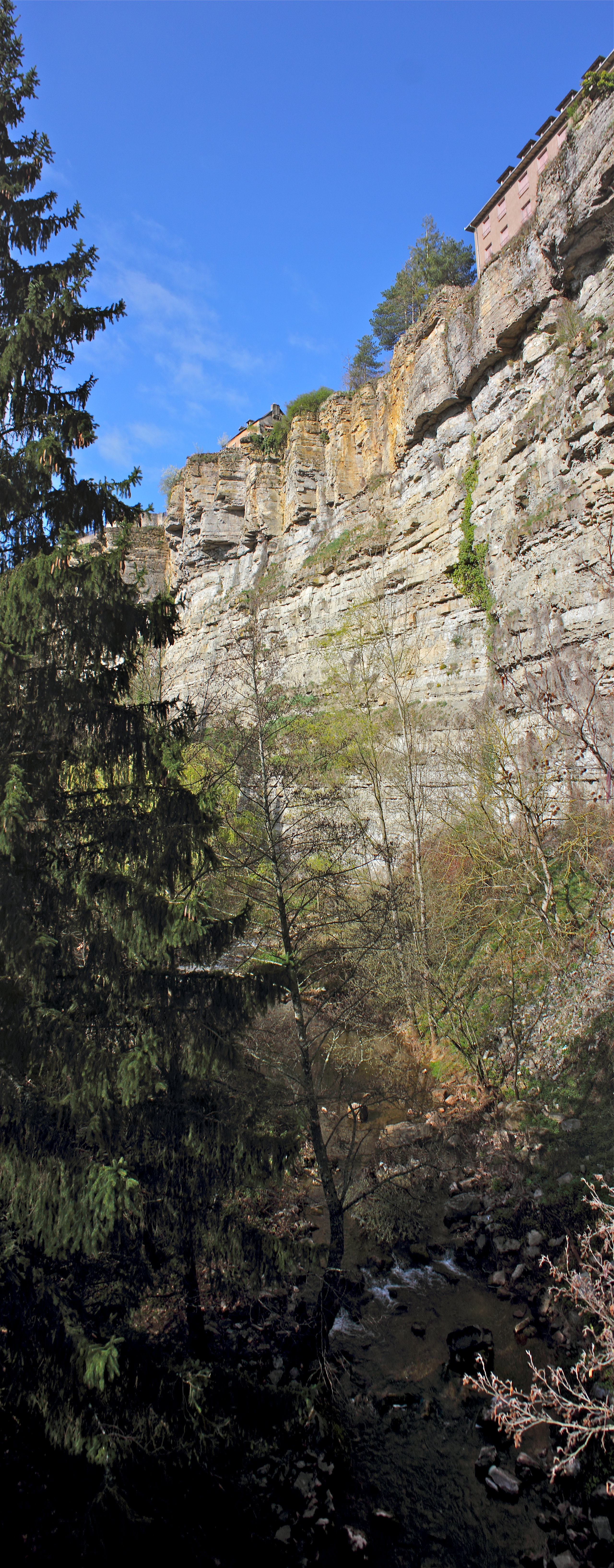
La falaise côtoyant le Dourdou.
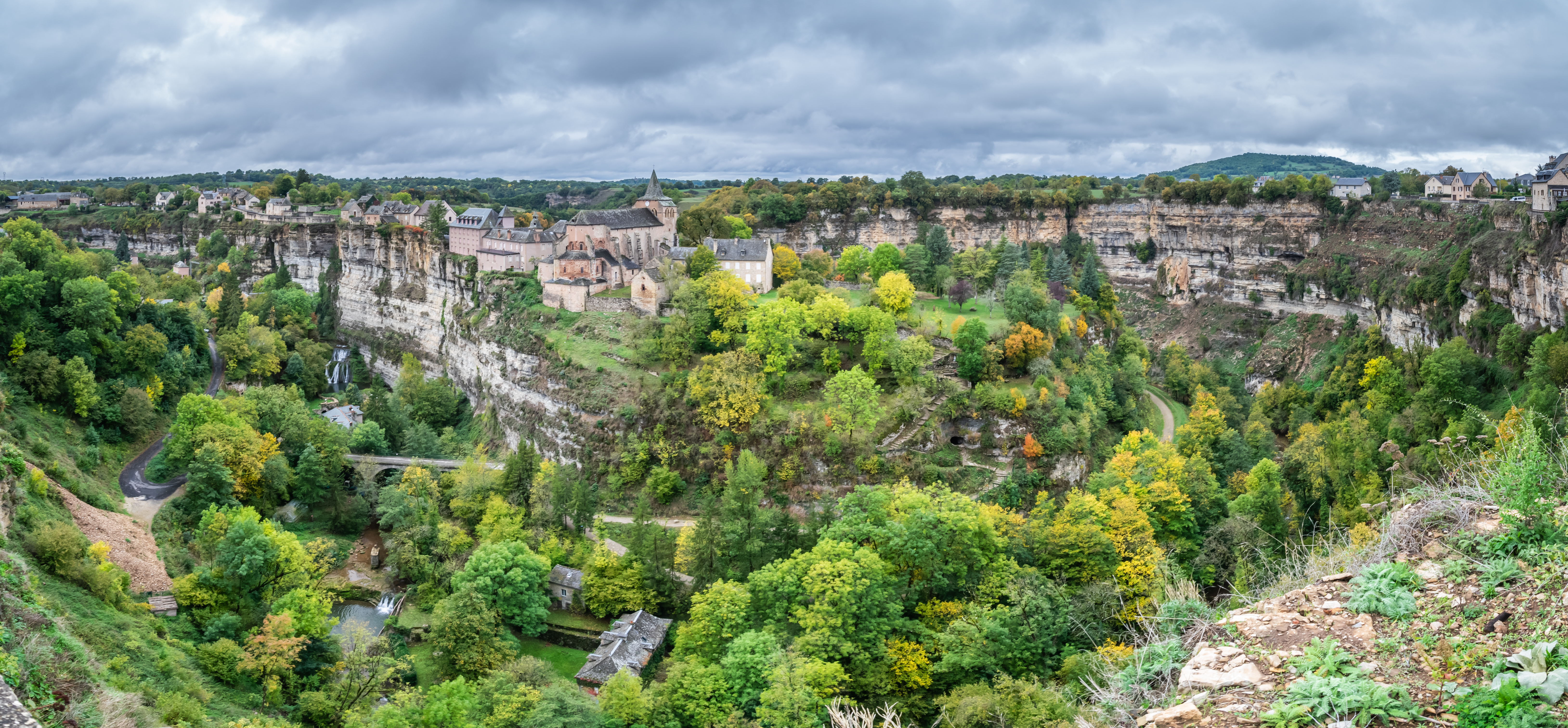
Vue panoramique.